# 1940 v dopravě
Tento článek obsahuje seznam událostí souvisejících s dopravou, které proběhly roku 1940.

## Události
- 17. července 1940

 V Iráku byl dobudován poslední úsek železnice spojující Istanbul a Bagdád.
- 9. listopadu 1940

 V Eberswalde byla zprovozněna trolejbusová síť; jezdilo se na trase v délce celkem 6,1 km a ve směru Westend – Artillerie-Kaserne, do provozu bylo nasazeno celkem deset trolejbusů.

## Neurčené datum
V Kolomně se začíná budovat trolejbusová síť.